# Füle Zoltán
Füle Zoltán (Budapest, 1974. szeptember 7. – ) magyar filmrendező, producer, színész, TV-s szerkesztő-műsorvezető, énekes,

## Életpályája

### Korai évek
1994-ben alapította első zenekarát Transzfúzió (billentyű: Rózsa Péter, gitár: Bugyinszky György, basszus: Rózsa László) néven, melyben énekesi és dalszövegírói szerepkört vállalt magára. A zenekar stílusát tekintve kissé megfáradt glam rockot játszott. A projekt két év alatt kifulladt. Ezzel párhuzamosan a Drahos Attila nevével fémjelzett Cash nevű rap-metal formációban is közreműködött. Az igazi áttörés számára 1996-ban kezdődött a FreeJack zenekar megalapításával, melynek énekese, dalszövegírója és frontembere volt. Az együttes további tagjai voltak: Nagy Attila (gitár), Csiki László (dob), Molnár Ferenc (billentyűk), Bozsik Krisztián (billentyűk), Drahos Attila (rap és dalszövegíró).  
Az együttes 1997 elején stúdióba vonult és kiadták a Szabad város című albumukat. 1998-ban a megjelent a FreeJack első videóklipje a Háború című dalhoz, melyet ő maga rendezett. 1999 elejétől folyamatosan kapta a felkéréseket videóklipek, reklám- és rövidfilmek megrendezésére. 1999 májusában a Petőfi Csarnokban megrendezett sci-fi találkozón bemutatták Sötét oldal című rövidfilmjét, mely a nagy siker mellett felkeltette a filmes szakma érdeklődését is. 1999 végén Hajagos János szerkesztő-kiadó megkeresésére elkezdi rajzolni a Sárkányok és helikopterek című képregényt Jeffrey Stone (Nemes István) történetei alapján. Az elkészült művet 2000 júniusában vehették kézbe az olvasók. 2002 elején Drávucz Zsolt énekest váltotta az elektronikus rockot játszó E.G.O. zenekarban, melynek további tagjai Pete Gábor (gitár), Török István (dob), Kovács György (basszus) és Szöllősi János (billentyűk) voltak. 2004-ben megjelent szerzői kiadásban Százezer Sikoly című albumuk. 2018 március 14.-én egy sikeres koncert erejéig újra összeállt a zenekar.  
2002 szeptemberétől a FixTV állandó szerkesztője és műsorvezetője volt, többek között az Exit, a Netburger, a Határzóna, a Kalózok, a Klipsztori, a L'amour és az Imac című műsorokban. 2006-ban a Millenárison megrendezett Átjárónap elnevezésű sci-fi találkozón bemutatták a Sötét Oldal – A rejtett múlt című filmjét. 2007 szeptemberében korábbi zenésztársaival, Rózsa Péterrel és Rózsa Lászlóval megalapította a Cavintones együttest. A zenekar további tagjai: Rezi Tímea (ének), Széll Vince (gitár), Tánczos Zoltán (ének-szaxofon), Schilling Pál (basszus) és Hugai Gábor (dob). 2008-ban újra megjelent a Sárkányok és Helikopterek című képregénye, az addigra elhunyt Hajagos János emlékének ajánlva.

### Napjainkban
2010 novemberétől a FixHD TV-csatorna szerkesztő-műsorvezetője. Műsorai: Gumiszoba, Fix Magazin, Fix Summer, Próbaterem, Enigma, Rock You, Exit. Számos videóklip és rövidfilm után 2014. november 27-én a mozikba került első nagyjátékfilmje a II. világháború idején játszódó Drága Elza!. Az utóbbi években számos hazai és nemzetközi filmes produkcióban működött közre, mint producer, akciórendező, látvány- és jelmeztervező, katonai szakértő.

## Filmes munkái

### Rendezőként
- Sötét Oldal (1999)
- Behatoló (1999)
- Utolsó alku (2004)
- Sötét oldal – A rejtett múlt (2006)
- Intermezzo (2007)
- Drága Elza! (2014)

### Szerepei
- Aqua-Run (2004)
- Szűzijáték (2006)
- Drága Elza! (2014)
- Zero (2015)
- Évforduló (2015)
- Side/Effect (2016)
- Nincs kegyelem (2016)
- Asszonyok lázadása (2016)
- A pince (2017)
- A pillanat (2017)
- Munkaügyek (2017)
- Genezis (2018)

### Egyéb filmes munkái
- Zero (2015)  – akciórendező és katonai szakértő
- The Basement (2017) – akciórendező
- Genezis (2018) – akciórendező és katonai szakértő

## Zenekarai
- Transzfúzió (1994-1996)
- Cash (1994-1999)
- FreeJack (1996- 2000)
- Waiang (2000-2001)
- E.G.O. (2002-2006)
- Cavintones (2007-2011)

## TV-s munkái
- Fix.TV (2002-2009)
- FixHD (2010- )